# Streptocarpus porphyrostachys
Streptocarpus porphyrostachys är en tvåhjärtbladig växtart som beskrevs av Olive Mary Hilliard. Streptocarpus porphyrostachys ingår i släktet Streptocarpus och familjen Gesneriaceae. Inga underarter finns listade i Catalogue of Life.